# Jean Louis de Lolme
Cet article possède un paronyme, voir Louis Delorme.
Jean Louis de Lolme, né en 1740, ou le 28 octobre 1741, à Genève, et mort le 16 juillet 1806, est un juriste et essayiste, citoyen de la République de Genève.
Il exerça la profession d'avocat dans sa patrie, puis dut s'exiler après la publication de son pamphlet Examen de trois parts de droit, ses opinions démocratiques ayant offensé les autorités de la ville (oligarchiques). Il voyagea pour étudier la constitution de divers États, et se fixa en Angleterre, composant des écrits politiques ou écrivant dans les journaux.
Dans sa Constitution de l'Angleterre, publiée à Amsterdam en 1771, Delolme exprime des idées très proches de Montesquieu.

## Œuvre
- Constitution de l'Angleterre, Amsterdam, 1771 ; La Constitution de l’Angleterre,  nouvelle édition, Amsterdam, E. Van Harrevelt, 1774, 260 p. (lire en ligne)

## Sources
Cet article comprend des extraits du Dictionnaire Bouillet. Il est possible de supprimer cette indication, si le texte reflète le savoir actuel sur ce thème, si les sources sont citées, s'il satisfait aux exigences linguistiques actuelles et s'il ne contient pas de propos qui vont à l'encontre des règles de neutralité de Wikipédia.
1. ↑  Dictionnaire Oxford Dictionary of National Biography, 
Lolme, John Louis de.